# 湖滨乡
湖滨乡是中国福建省宁德市古田县已经撤销的一个乡。

## 历史沿革
2004年，湖滨乡撤销，并入新成立的城东街道。

## 行政区划
撤销前的湖滨乡共辖13个行政村，分别是：
新丰村、西山村、前山村、赖厝村、上圪村、永洋村、廷墩村、廷元里村、利洋村、常坝村、极乐村、湖滨村、旺村洋村。